# 二リン化三カルシウム
二リン化三カルシウム（にリンかさんカルシウム、英: tricalcium diphosphide）、または単にリン化カルシウムは、化学式 Ca3P2 で表されるカルシウムのリン化物である。赤褐色の結晶または灰色の塊状の固体である。融点1,600 °C、発火点100-150 °C。CAS登録番号は 1305-99-3。尚、リン化カルシウムには本物資とは燐の価数の異なる別の化合物として黒色の一リン化カルシウムが知られる。

## 性質
水、酸、アルカリとの接触または加熱によって、容易に分解してホスフィン PH3を発生する。
{\displaystyle {\ce {Ca3P2\ + 6H2O -> 3Ca(OH)2\ + 2PH3}}}
また、二リン化三カルシウムを空気に触れさせておくと、徐々に酸化されホスフィンを発生する。ホスフィンは人体に非常に有毒であり、空気中に放出されると自然に発火する。これらのような性質があるので、リン化カルシウムは消防法に定める危険物第3類第2種自然発火性物質および禁水性物質（金属のリン化物）に指定されている。

## 製造
二リン化三カルシウムのほとんどが炭化カルシウム（カーバイド）と五酸化二リンの反応によって生産される。
リン酸カルシウムの高熱の炭素による還元でも生成される。
Ca3(PO4)2  +  8 C  →   Ca3P2  +  8 CO

## 利用
主な用途は実験室等におけるホスフィンの発生や、殺鼠剤、殺虫剤の製造である。この製剤は、主として他の薬剤に耐性のついた鼠に使用される。リン化カルシウムが経口摂取されると胃酸により分解され猛毒のホスフィンを発生することを利用したものである。

## 火災
リン化カルシウムまたはその分解で発生したホスフィンによって比較的大規模な火災が起こった場合には、その性質のため消火に水は絶対に使用してはならない。また、その他ほとんどの消火剤も効果が期待できず、使用できるのは、危険物第3類の火災に使われる最も一般的な乾燥砂、膨張ひる石、膨張真珠岩、または二酸化炭素のみである。

## その他
アセチレン発生用の市販のカーバイドには不純物としてこのリン化カルシウムが微量に含まれており、そのため、発生したアセチレンには微量のホスフィンが混入しているので不快なにおいを呈する。本来純粋なアセチレンは無臭である。

## 関連
一リン化カルシウム
窒化カルシウム